# Ginnastica ai Giochi della V Olimpiade
Le competizioni di ginnastica ai Giochi della V Olimpiade si sono svolte allo Stadio Olimpico di Stoccolma tra l'8 e il 12 luglio 1912. Si sono disputati quattro eventi, tutti maschili.

## Podi
| Evento                                        | Oro             | Perform. | Argento      | Perform. | Bronzo        | Perform. |
| Concorso individuale maschile (dettagli)      | Alberto Braglia | 135,00   | Louis Ségura | 132,50   | Adolfo Tunesi | 131,50   |
| Concorso a squadre maschile (dettagli)        | Italia          | 53,15    | Ungheria     | 45,45    | Regno Unito   | 36,90    |
| Concorso libero a squadre maschile (dettagli) | Norvegia        | 22,85    | Finlandia    | 21,85    | Danimarca     | 21,25    |
| Concorso svedese a squadre (dettagli)         | Svezia          | 937,46   | Danimarca    | 898,84   | Norvegia      | 857,21   |

## Medagliere
| Posizione | Paese       | Oro | Argento | Bronzo | Totale |
| --------- | ----------- | --- | ------- | ------ | ------ |
| 1         | Italia      | 2   | 0       | 1      | 3      |
| 2         | Norvegia    | 1   | 0       | 1      | 2      |
| 3         | Svezia      | 1   | 0       | 0      | 1      |
| 4         | Danimarca   | 0   | 1       | 1      | 2      |
| 5         | Finlandia   | 0   | 1       | 0      | 1      |
| 5         | Francia     | 0   | 1       | 0      | 1      |
| 5         | Ungheria    | 0   | 1       | 0      | 1      |
| 6         | Regno Unito | 0   | 0       | 1      | 1      |
| Totale    | Totale      | 4   | 4       | 4      | 12     |